# نقص حس الألم عن طريق السب
أظهرت الأبحاث التي أجريت في تأثير نقص حس الألم عن طريق السب (بالإنجليزية: Hypoalgesic effect of swearing)‏ أن استخدام الألفاظ النابية يمكن أن يساعد في تقليل الإحساس بالألم. هذه الظاهرة قوية بشكل خاص في الأناس الذين لا يستخدمون مثل هذه الكلمات بشكل منتظم.

## التأثير
يُعتقد أن السب أو الشتم يساعد معظم الناس على تحمل الألم بشكل أفضل من خلال إثارة استجابة عاطفية في المتكلم - ربما العدوان أو الغضب - مما يؤدي إلى «التسكين الناجم عن الإجهاد». هذا الشكل الطبيعي لتخفيف الآلام هو جزء من رد فعل «الكر والفر» في الجسم، جنباً إلى جنب مع الزيادة في الأدرينالين. ومع ذلك، فمن غير الواضح حتى الآن كيف للسب أن يُحدث هذا التأثير الذي تم وصفه في البحث.

## أبحاث
أجرى باحثون من جامعة كيل عدداً من التجارب الأولية في عام 2009 لدراسة خصائص التسكين للسب. قام ريتشارد ستيفنس، جون أتكينز، وأندرو كينغستون بنشر مقالة بعنوان «السب كرد فعل للألم» في  تقرير العلوم العصبية ، حيث وجدوا أنه يمكن لبعض الأشخاص أن يُبقوا أيديهم في مياه مثلجة ضعف المدة المتوقعة إذا قاموا باستخدام الشتائم مقارنة باستخدام ألفاظ محايدة. كما أبلغوا عن شعورهم بألم أقل. لذلك يقول ستيفنس «أنصح الناس إذا كانوا يضرون بأنفسهم، أن يسبوا».
ونُشرت المزيد من الأبحاث التي أجراها ستيفنس والزميلة كلوديا أوملاند تحت عنوان «السب كرد فعل للألم - تأثير السب اليومي» في «مجلة الألم» في 1 ديسمبر 2011. وأظهروا أن الأشخاص الذين أشاروا إلى أنهم سبوا بشكل منتظم كل يوم لم يبدوا أي تحسن في قدرة التحمل. نظرية ستيفنس هي أن الارتباط العاطفي للشخص بالشتائم يؤثر على النتائج. فندرة استخدام هذه الكلمات تضع قيمة عاطفية أعلى عليها. وتم تكرار التجارب على شاشات التلفزيون في حلقات من  مدمرو الخرافات  و  كوكب الكلمة لفراي ، ويبدو أن كلاً منهما يؤكد النتائج. وقد حصل فريق البحث الأصلي: ستيفنز، أتكينز، وكينجستون على جائزة نوبل للحماقة العلمية في عام 2010 على دراستهم.
في عام 2017 قام باحثون من جامعة ماسي بالبحث فيما إذا كان السب اللفظي سيقلل من الألم النفسي بالمثل. وباستخدام طريقة مشابهة مثل ستيفنز وزملاؤه، أخبر الناس فيليب ولومباردو أن الذكرى المؤلمة عاطفياً أصبحت أقل إيلاماً بعد السب.